# Thriambus helias
Thriambus helias är en insektsart som beskrevs av Ronald Gordon Fennah 1969. Thriambus helias ingår i släktet Thriambus och familjen sporrstritar. Inga underarter finns listade i Catalogue of Life.